# Азеведу, Эмили
Эмили Дайэнн Азеведу (англ. Emily Dianne Azevedo, 28 апреля 1983, Чико, Калифорния) — американская бобслеистка португальского происхождения, разгоняющая, выступает за сборную США с 2007 года. Участница зимних Олимпийских игр 2010 года в Ванкувере, неоднократная победительница национального первенства, чемпионка мира в смешанных состязаниях по бобслею и скелетону.

## Биография
Эмили Азеведу родилась 28 апреля 1983 года в городе Чико, штат Калифорния. С юных лет увлеклась спортом, в школе занималась лёгкой атлетикой, позже, поступив в Калифорнийский университет в Дейвисе, выступала за студенческую команду, в частности, в беге на 100 м с препятствиями (личный рекорд на открытом воздухе — 14,23 с). Тем не менее, каких бы то ни было выдающихся результатов в этой дисциплине не добилась, поэтому в 2006 году после Олимпийских игр решила попробовать себя в бобслее, прошла отбор в национальную команду и присоединилась к женской сборной США в качестве разгоняющей. По собственному признанию, приняла такое решение с наставления родителей и сестёр.
Став партнёршей Бри Шааф, первую медаль завоевала в 2007 году на чемпионате мира в Санкт-Морице, когда заняла второе место в смешанных состязаниях по бобслею и скелетону. На мировом первенстве 2008 года в немецком Альтенберге вновь соревновалась в этой дисциплине и на сей раз выиграла бронзу. Этого оказалось достаточно, чтобы удостоиться права защищать честь страны на Олимпийских играх в Ванкувере, — сборная США благодаря хорошим результатам наравне с Германией получила возможность делегировать на соревнования сразу три женские команды, в связи с чем у Азеведу и её пилота Шааф появился шанс. В итоге американки выступили сравнительно неплохо, заняв в зачёте женских двухместных экипажей пятое место. В 2012 году на чемпионате мира в Лейк-Плэсиде выиграла золото в программе смешанных команд, причём её рулевой в этих заездах была Элана Мейерс.